# Guazuma ulmifolia
Guazuma ulmifolia je malý až středně velký strom z čeledi slézovité, rozšířený zejména na územích Karibiku, Jižní Ameriky, Střední Ameriky a Mexika.

## Popis
Guazuma ulmifolia dorůstá výšky až 30 m, kmen má v průměru 30 až 40 cm. Listy jsou střídavé, podlouhlé, asi 10 cm dlouhé. Drobné pětičetné květy mají světle žlutou barvu.

## Využití

### Dřevo
Dřevo z toho stromu se snadno opracovává. Vyrábí se z něj lehké konstrukce, krabice nebo rukojeti k nástrojům. Blíže k povrchu kmene má světle hnědou barvu, uvnitř je růžové až hnědé.

### Jídlo
Slouží jako důležité krmivo pro hospodářská zvířata. Plody jsou jedlé jak vařené tak i syrové.

### Léčivé účinky
Odvar ze sušené kůry a sušených plodů se používá k léčbě průjmů, silného krvácení a děložních bolestí. Dnešní mayští léčitelé v Guatemale připravují odvar z kůry tohoto stromu, který léčí zánět žaludku a tlumí žaludeční bolesti. Odvar z kůry se považuje za vynikající prostředek pro podporu růstu vlasů, k likvidaci parazitů ve vlasech a k léčení různých kožních problémů. 
Výzkumem tohoto stromu se zabývají badatelé z Japonska, USA a z Brazílie již od roku 1968. U několika druhů zvířat byla prokázáno, že guazuma snižuje tepovou frekvenci a krevní tlak. Výzkum, který byl prováděn v letech 1987 až 2003 prokázal, že extrakt z listů a kůry má antibakteriální působení proti různým patogenům. Potvrzeny byly i antioxidační účinky proti jednoduchému oparu typu 1. 